# Rudolf Wulff
Johann Rudolf Wulff (* 14. Juni 1786 in Lotte; † 13. Januar 1856 ebenda) war ein deutscher Kolon und Abgeordneter.
Wulff, der evangelischer Konfession war, war Kolon in Lotte. 1826 bis 1854 war er für den Stand der Landgemeinden im Wahlbezirk Ost-Münster für den Kreis Tecklenburg Abgeordneter im Provinziallandtag der Provinz Westfalen. Damit war er auch 1847 Mitglied im Ersten und 1848 im Zweiten Vereinigter Landtag.